# Tom Spring

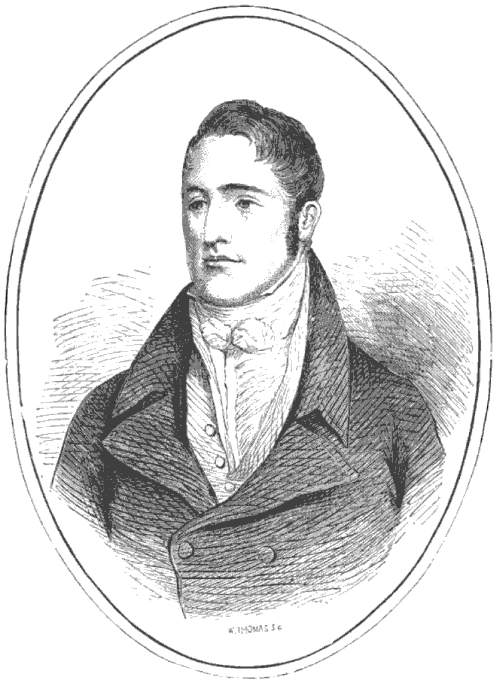
Tom Spring

Tom Spring (* 22. Februar 1795 in Fownhope, Herefordshire, West Midlands; † 20. August 1851 in Castle Tavern, Holborn) war ein englischer Boxer in der Bare-knuckle-Ära. Er galt als sehr schnell und hatte eine exzellente Beinarbeit für damalige Verhältnisse.
Spring wurde im Jahre 1961 in die Ring Boxing Hall of Fame sowie im Jahre 1992 in die International Boxing Hall of Fame aufgenommen.